# Pélé
Vous lisez un « bon article » labellisé en 2012.
Pour l’article homonyme, voir Pélé (volcan).
Pour l’article ayant un titre homophone, voir Pélée.
Cet article possède des paronymes, voir Pelé et Pelée.
Pélé (en hawaïen Pele, prononcé /ˈpɛlɛ/) est la déesse hawaïenne du feu, des éclairs, de la danse, des volcans et de la violence. Selon la légende, Pélé est originaire de Tahiti d'où elle est chassée en raison de son conflit permanent avec sa sœur et déesse de l'eau Nāmaka. Réfugiée dans l'archipel d'Hawaï, elle fait du Kīlauea sa demeure et y déclenche les éruptions et provoque des séismes. Elle est l'une des principales déesses de la mythologie hawaïenne et fait l'objet d'un important culte marqué par de nombreux chants, cérémonies religieuses et offrandes.
Elle a donné son nom à deux formations volcaniques : les cheveux et larmes de Pélé, un type de lave étirée par le vent en fin filaments ou en gouttelettes de verre volcanique, et le limu o Pele, un éclat d'une bulle de lave.

## Représentations

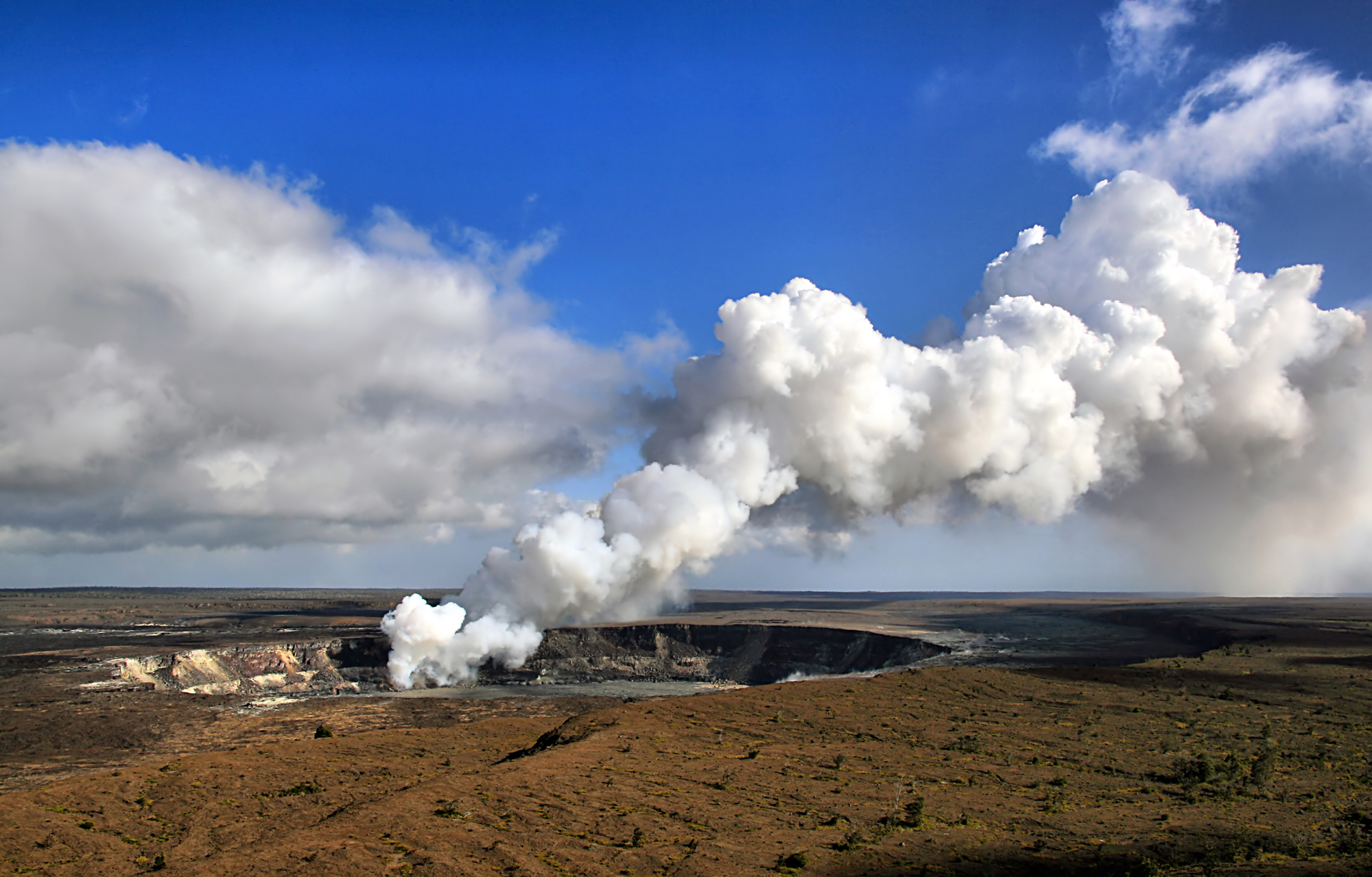
Vue du cratère Halemaʻumaʻu dans la caldeira du Kīlauea, lieu de vie de Pélé.

Pélé est représentée sous la forme d'une jeune femme aux cheveux longs laissés libres, parfois coiffée d'une couronne de fleurs,. Elle tient dans une main un Paʻoa, un bâton magique, avec lequel elle déclenche les éruptions,,.
Le Kīlauea ne constitue pas la personnification de Pélé mais certains éléments géologiques sont identifiés comme étant une partie de son corps. Ainsi, les fins filaments de verre volcanique formés par l'étirement de particules de lave en fusion au gré du vent sont associés à sa chevelure et sont appelés « cheveux de Pélé ». De même, à l'extrémité de ces filaments se trouve généralement une goutte de verre volcanique en forme de larme et sont donc appelés « larmes de Pélé ». Le limu o Pele est un fin fragment d'une bulle de lave qui éclate sous l'effet du choc thermique avec l'eau lorsqu'une coulée entre dans l'océan et dont les fragments sont immédiatement solidifiés,. Les fumerolles qui s'échappent continuellement du volcan correspondent à sa respiration ; elles ont des vertus purificatrices et permettent de préparer l'esprit des Hawaïens aux cérémonies religieuses. Enfin, la voix de la déesse est audible dans le bruit que font les explosions de méthane lors de la destruction de la végétation par une coulée de lave.

## Épithètes
Suivant les différentes formes qu'adopte le volcanisme à Hawaï, Pélé est appelée suivant plusieurs noms :
- Kawaihineokalua, la « femme du puits », lorsque l'éruption débute dans un cratère[2] ;
- Kawahineʻaihonua, la « mangeuse de terre », lorsque la lave détruit la forêt[2] ;
- Pelehonuamea, la « créatrice de nouvelles terres », lorsque la lave gagne sur la mer[2],[9].

Le nom sacré de Pélé est Kaʻula o Keahi, qui signifie « rougeoiement du feu ».

## Mythe

### Départ de Tahiti et arrivée à Hawaï

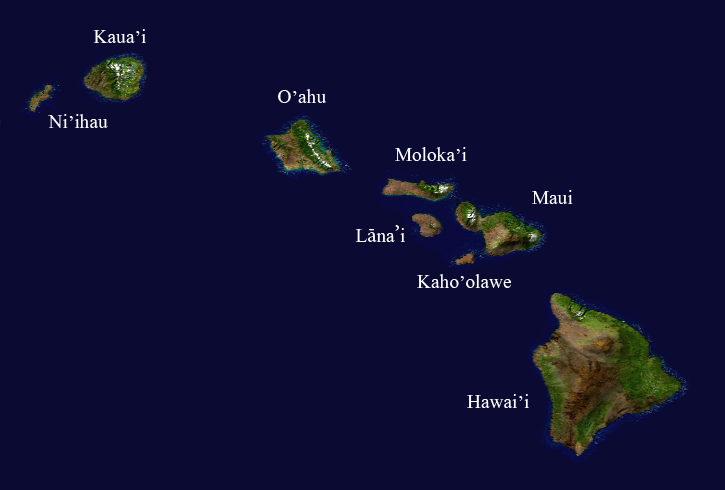
Image satellite légendée de l'archipel d'Hawaï.

Plusieurs versions existent sur l'origine de Pélé et son histoire dans l'archipel d'Hawaï jusqu'au Kīlauea.
Selon la légende la plus communément admise, Pélé est la fille de Hauméa, une ancienne divinité de la Terre, et Ku-waha-ilo, le créateur de la terre, du ciel et du paradis,. Elle naît à Honua-Mea, sur Tahiti, dans une famille composée au total de six sœurs et sept frères. Elle subit régulièrement la colère de Nāmaka, l'une de ses sœurs aînées, qui détruit sa maison avec de grandes vagues ou des inondations. Un jour, le frère aîné, Kā-moho-aliʻi, le dieu des requins, en appelle à toute la famille pour venir en aide à Pélé. Après de nouvelles destructions par Nāmaka, ils se retrouvent emportés au large. Kā-moho-aliʻi appelle alors Honua-i-a-kea, le canoë légendaire, et les emmène à travers l'océan Pacifique. Pélé, Kā-moho-aliʻi, Hiʻiaka, sa petite sœur et déesse du hula alors sous la forme d'un œuf, et leurs frères Kane-pu-a-hio-hio, « Kane le tourbillon de vent », Ke-au-Miki, « courant puissant », et Ke-au-Ka, « mers mouvantes », finissent par arriver dans l'archipel d'Hawaï via Niihau où ils font une courte halte.
Pélé visite les différentes îles et commence par Kauai où elle utilise son Paʻoa, un bâton magique, pour fouiller la terre, ce qui déclenche une éruption volcanique,. Comme de l'eau jaillit du trou formé dans le sol, le feu qu'elle tente d'allumer s'éteint. Cependant, la fumée dégagée par l'éruption alerte Nāmaka. Depuis le départ de ses frères et sœurs de Tahiti, elle a pris place sur Nuu-mea-lani, l'estrade surélevée des cieux, la plus haute de toutes les îles qui lui permet d'embrasser d'un seul regard de Ka-la-kee-nui-a-Kane à Kauai, soit des terres les plus méridionales aux plus septentrionales. Redescendant en direction de la fumée sur Kauai, elle tente de tuer ses frères et sœurs dont Pélé. Perdant le combat, Pélé est laissée pour morte mais elle recouvre ses forces et arrive à Oahu,. Affaiblie, elle ne parvient pas à gravir les montagnes et se contente d'utiliser son Paʻoa le long des rivages. Plusieurs éruptions se déclenchent qui laissent des cratères dont celui de Diamond Head,. Comme l'eau éteint rapidement les feux qu'elle allume, Pélé décide de poursuivre sa route vers le sud-est, aidée par sa famille. Elle passe par Molokai puis Maui où, ayant recouvré ses forces, elle crée le Haleakalā,. Les grandes quantités de fumées qui s'en dégagent sont à nouveau remarquées par Nāmaka qui apprend ainsi que sa sœur est toujours vivante. Pélé, prête au combat grâce à l'expérience acquise durant son voyage, affronte sa sœur dans un long duel à mains nues qui se déroule sur les pentes occidentales du Haleakalā, non loin de Hana,. Nāmaka, parvenant à faire fléchir Pélé, brise ses os de lave et les éparpille jusqu'à la côte, donnant à cet endroit le nom de Na-iwi-o-Pele, « les os de Pélé ». Savourant sa victoire, Nāmaka retourne sur Nuu-mea-lani tandis que les frères et sœurs de Pélé portent son deuil.

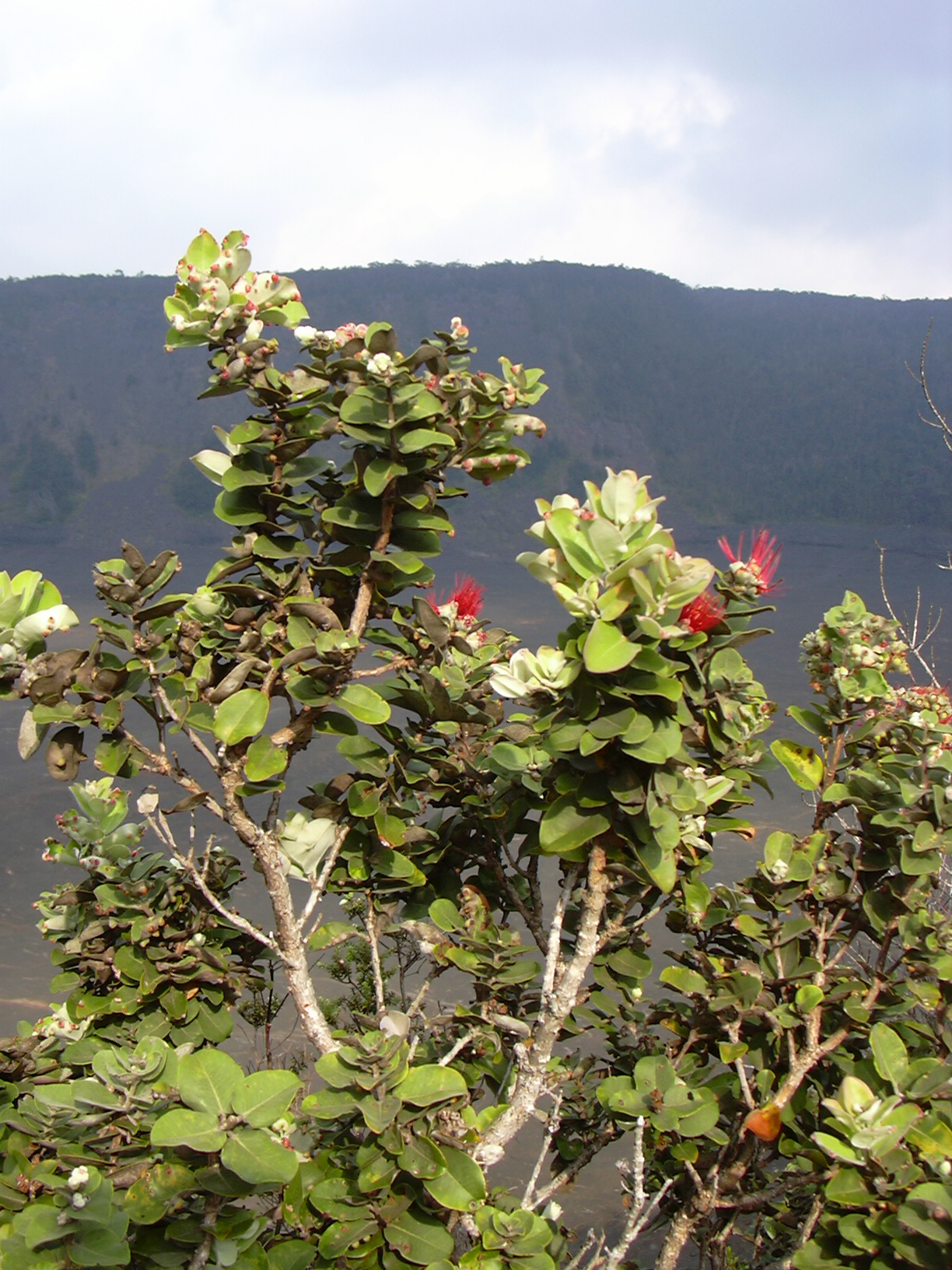
ʻŌhiʻa en fleur au sommet du Kīlauea, arbre sacré pour les Hawaïens.

Cependant, le uhane, l'esprit de la déesse, a survécu. Des cieux, Nāmaka le remarque dans les fumées volcaniques mais elle pense qu'il s'agit de la dernière apparition de sa sœur et que sa victoire est totale,. Les autres frères et sœurs de Pélé l'aperçoivent aussi après avoir atteint l'île d'Hawaï. Ils la servent en lui apportant du feu et en déversant des coulées de lave à sa demande ; avec le temps, ils deviennent des aumakuas, des esprits des cratères. Pélé donne naissance au Mauna Kea avant de s'établir sur le Kīlauea, plus précisément dans le cratère Halemaʻumaʻu. Elle choisit ce lieu notamment parce qu'il constitue le centre du monde, là où la Création a commencé. Nāmaka, se rendant compte une nouvelle fois que Pélé a survécu, se résigne et abandonne le combat. Du Halemaʻumaʻu, Pélé sillonne fréquemment l'île avec une prédilection pour les cratères, si bien qu'en plusieurs centaines d'années de présence dans l'archipel, les Hawaïens ont rapporté de nombreux témoignages de sa présence dans toute l'île d'Hawaï. Lorsqu'elle entre en colère, ce qui arrive fréquemment, elle peut provoquer des séismes en frappant le sol avec ses pieds ou déclencher des éruptions volcaniques en creusant le sol avec son Paʻoa,,.
Dans une autre version de la légende, le père s'appelle Moe-Moea-au-lii, le « chef qui a rêvé d'un malheur », il ne chasse pas sa fille car, écoutant un désir irrésistible, c'est elle qui lui demande à partir et Nāmaka est totalement absente de l'histoire. Une troisième variante fait voyager Pélé à travers l'océan Pacifique par une grande vague produite par Hina. Accompagnée de son mari Wahioloa, elle suit sa sœur Pele-kumu-ka-lani qui recherche des îles. Finalement, Pélé s'arrête dans l'archipel d'Hawaï en construisant sa maison sur le Kīlauea, ce qui lui permet d'échapper à la vague de Hina. Elle y fonde une famille avec son fils Menehune et sa fille Laka. Cette variante, d'origine ancienne, possède des similitudes avec des personnages maoris de Nouvelle-Zélande où Wahioloa est un chef local et Laka son fils qui coupe des arbres la journée et les fait repousser la nuit avec l'aide de fées ; les Menehunes désignent à Hawaï le peuple des fées.

### Formation de la caldeira
Alors qu'elle vient d'arriver dans l'archipel d'Hawaï et qu'elle se trouve sur Kauai, Pélé y rencontre le roi, Lohiʻau, qui l'avait vue en songes. Ils se marient mais Pélé refuse de vivre avec lui tant qu'elle n'aura pas trouvé d'endroit convenable où s'installer. Une fois établie sur le Kīlauea, elle envoie sa petite sœur Hiʻiaka le chercher, lui assurant que son fiancé Hopoe ainsi que ses forêts de ʻōhiʻa ne risqueraient rien en son absence,. Lohiʻau étant mort le temps qu'Hiʻiaka le retrouve, elle le ressuscite mais ils tombent amoureux l'un de l'autre. Une fois de retour sur l'île d'Hawaï, elle se rend compte que Pélé n'a pas tenu sa promesse en mettant le feu à ses forêts de ʻōhiʻa ; Hiʻiaka franchit alors le pas et s'unit à Lohiʻau au sommet du Kīlauea, sans chercher à se cacher de la vue de sa sœur. Pélé, découvrant l'infidélité de son époux et la trahison de sa sœur, entre dans une grande colère et déverse des flots de lave sur toute l'île, tuant Hopoe et brûlant mortellement Lohiʻau,. Hiʻiaka, protégée par ses pouvoirs magiques, cherche pendant des heures l'esprit de Lohiʻau et le retrouve flottant au gré du vent. Elle cherche aussi son corps enfoui sous les coulées de lave en creusant le sol, formant alors la caldeira sommitale du volcan. L'un de ses frères la stoppe dans ses recherches, lui indiquant que Lohiʻau s'est probablement dirigé vers la mer pour soigner ses blessures. Le retrouvant, elle réunit son esprit et son enveloppe charnelle et tous deux prennent la fuite en direction de l'île de Kauai, à l'abri de Pélé.

### Kamapuaʻa

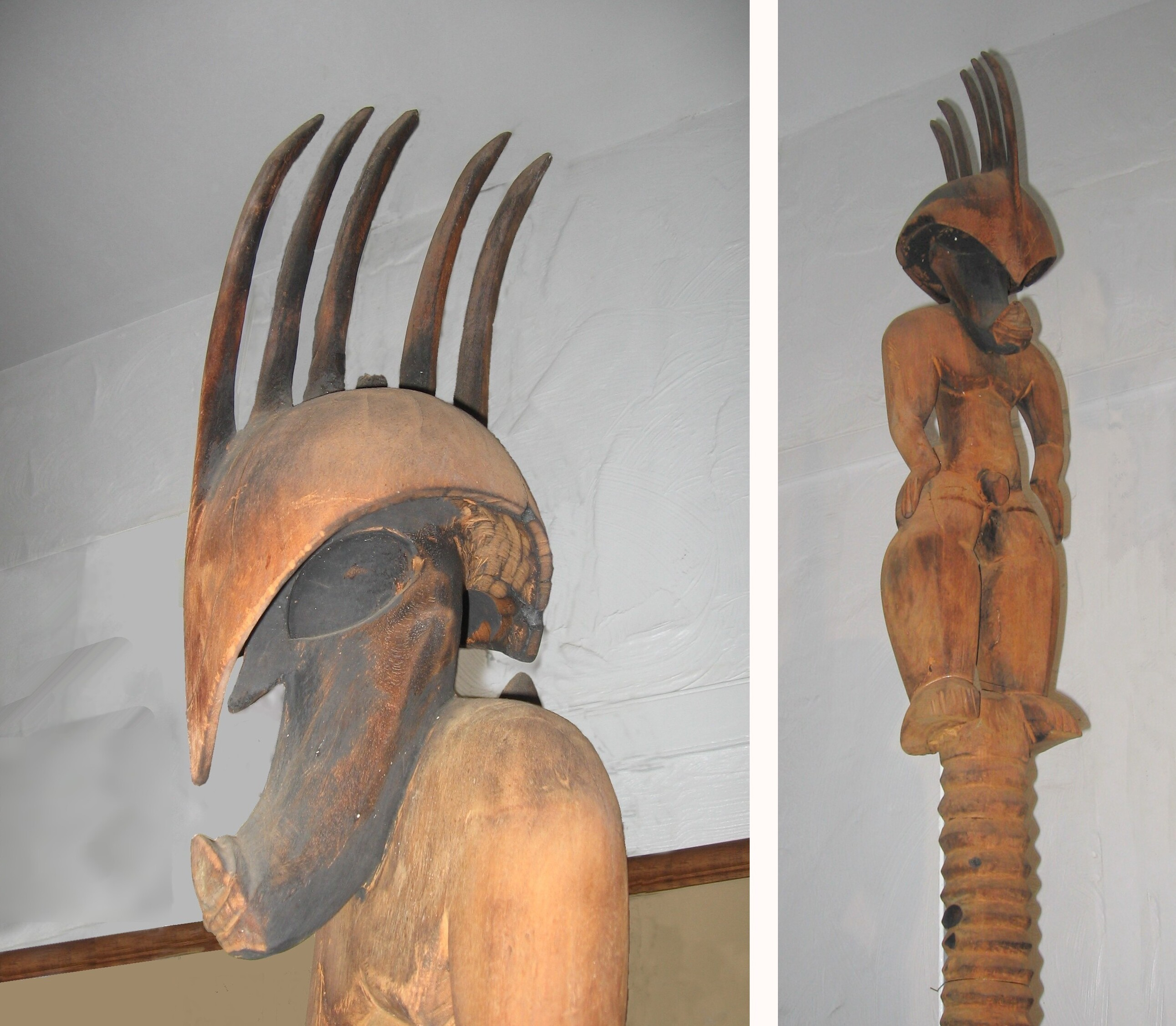
Statue en bois de Kamapuaʻa que Pélé affronte.

Pélé se fait un jour courtiser par Kamapuaʻa, un demi-dieu polymorphe capable de prendre n'importe quelle apparence,. Prise au jeu, Pélé le raille, le défie et l'affronte plusieurs fois. De l'un de ces combats résulte la création du cratère Halemaʻumaʻu lorsque Pélé détruit par une éruption la maison en fougère ʻamaʻu qu'avait construit Kamapuaʻa pour l'amadouer. Cette rivalité s'achève lorsqu'elle décide de le mettre à l'épreuve en essayant de le recouvrir de lave et de feu. Kamapuaʻa prend alors la forme de brouillard et de pluie pour se réfugier de l'autre côté des montagnes. L'abondante pluie risquant de détremper les torches sacrées des Dieux, ces derniers décident de mettre fin à cette situation et décident que les endroits exposés aux éruptions seraient dévolus à Pélé tandis que Kamapuaʻa pourrait s'établir dans les endroits humides, brumeux et pluvieux,. Ce dernier se change en ʻAmaʻu pour échapper à une ultime attaque de Pélé au cours d'un combat qu'elle était en train de perdre. C'est ainsi que cette plante présente des frondes rouges lorsqu'elles sont jeunes, témoignage de la maison en fougère détruite par l'éruption et de la chaleur de la lave de Pélé qui menaçait Kamapuaʻa.

### ʻŌhiʻa et Lehua
Le ʻōhiʻa, un arbre sacré formant des forêts sur les pentes du Kīlauea, est selon une légende la métamorphose d'un jeune prince, ʻŌhiʻa. Celui-ci, très amoureux de son épouse Lehua, est confronté aux avances de Pélé qu'il doit repousser. Cette dernière le change alors en arbre pour le punir de l'avoir humiliée. Lehua demande cependant aux Dieux de ressusciter son époux mais ces derniers, ne souhaitant pas s'opposer à la volonté de Pélé, décident de transformer Lehua en fleur qui orne depuis le ʻōhiʻa, réunissant ainsi les deux amoureux pour l'éternité.

### Kahawali

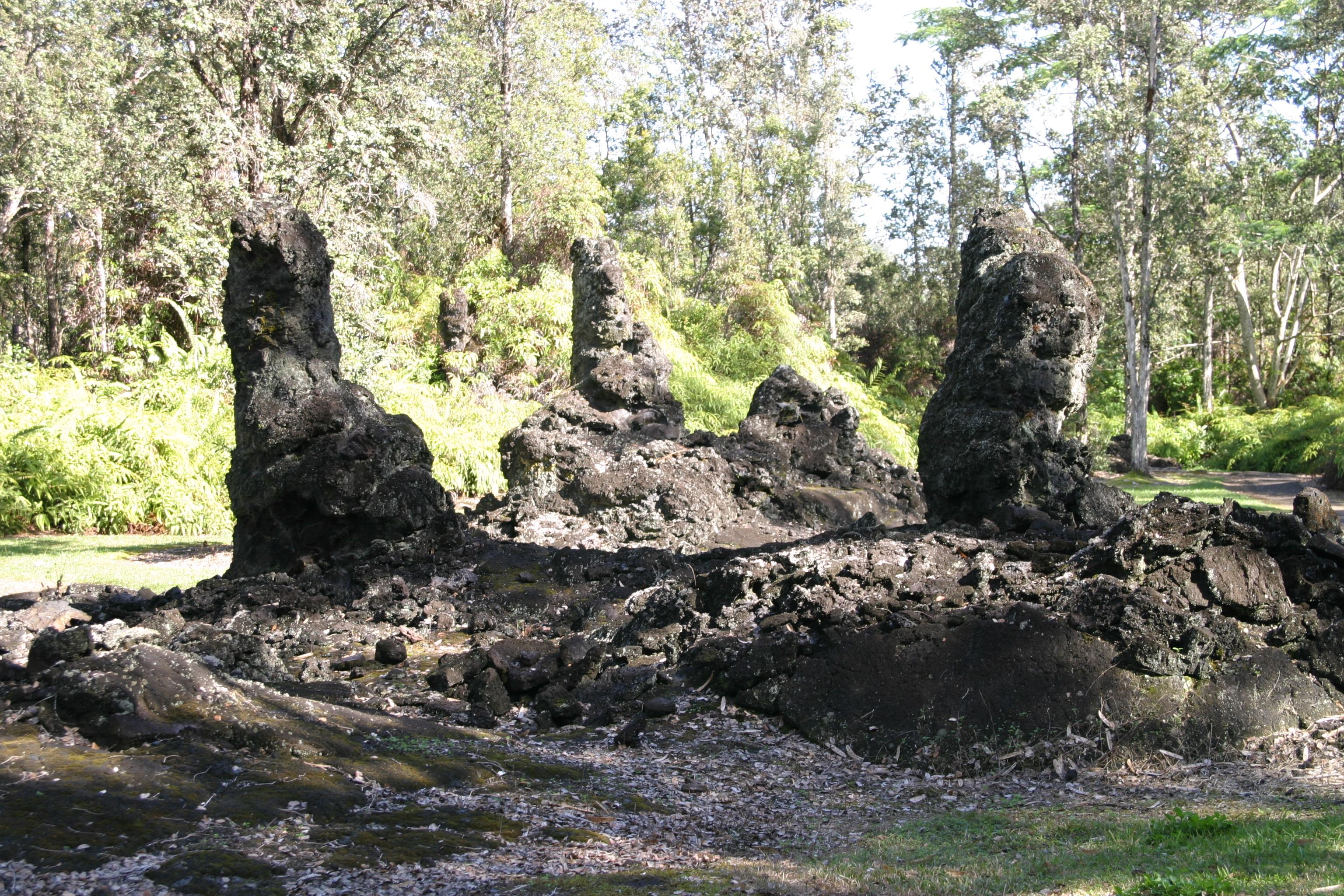
Arbres de lave dans le monument d'État de Lava Tree, à Hawaï.

Outre les coulées de lave, Pélé est aussi à l'origine de certains éléments du paysage d'Hawaï. Ainsi, les arbres de lave sont créés par la déesse dans un accès de colère. Humiliée par Kahawali, un chef de Puna, pendant une course de hōlua, elle se venge en déversant sur lui un flot de lave, l'obligeant à fuir,. Les autres chefs hawaïens et les spectateurs de la course, trop proches de la colère de Pélé, sont pris dans la coulée et changés en piliers de pierre,. Kahawali s'enfuit en direction de l'océan Pacifique et après plusieurs étapes au cours desquelles il rencontre des membres de sa famille, il embarque à bord d'un canoë en direction d'Oahu. Pélé, voyant que son adversaire lui échappe, tente de couler l'embarcation en lançant des blocs de lave incandescents, sans succès.

### Interactions avec les humains
Pélé peut prendre une apparence humaine sous la forme soit d'une jeune fille d'une grande beauté, soit d'une femme vieille et laide, elle est alors souvent accompagnée d'un chien blanc. C'est sous la forme de la vieille femme qu'elle se mêle aux Hawaïens pour les tester en quémandant de la nourriture ou de l'eau. Celui qui répond favorablement à sa demande se voit récompensé mais celui qui refuse de partager ses biens subit sa colère. Elle détruit alors ses champs ou sa maison, obligeant l'infortuné à réclamer l'aumône auprès de ses semblables et ainsi dépendre des autres comme Pélé a dépendu de lui.
Sa colère peut prendre une autre forme et affecte celui qui perturbe l'équilibre du Kīlauea ou qui ramasse un morceau du volcan. La malchance et des malheurs s'abattent sur lui et ne cessent que lorsque le caillou dérobé à Pélé lui est rendu. Cette légende aurait été créée par un garde du parc national des volcans d'Hawaï afin de dissuader les touristes d'emporter un tel souvenir du volcan. Des centaines de colis contenant un morceau de lave du Kīlauea arriveraient ainsi chaque année à Hawaï, les destinataires espérant que leur malchance cesse après n'avoir pas respecté cette superstition.

## Culte

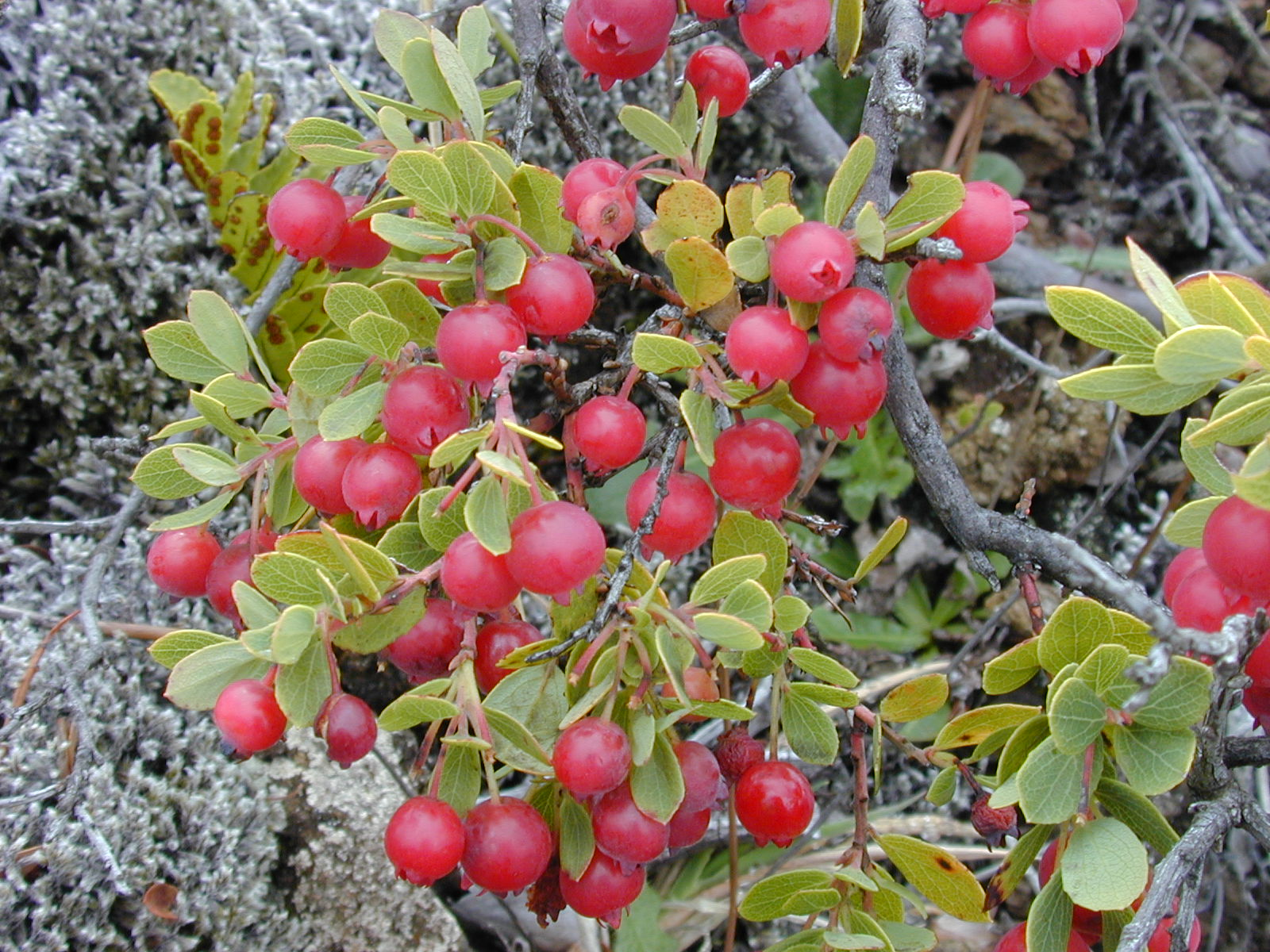
ʻŌhelo et ses baies, buisson sacré de Pélé.

Lorsque les premiers Européens commencent à visiter le sommet du Kīlauea à partir de 1823, les Hawaïens considèrent encore la caldeira comme une terre sacrée, demeure de Pélé, et donc interdite d'accès. Les Américains, ne portant aucun crédit à ces croyances, n'écoutent pas les mises en garde des autochtones. Ainsi, le révérend William Ellis, le premier Européen à se rendre à la caldeira, désire étancher sa soif avec des baies de ʻōhelo. Or cet arbre est sacré et les baies ne peuvent être consommées que si une offrande est faite à Pélé avec ces mêmes fruits. Les Hawaïens accompagnant Ellis en emportent eux aussi mais se gardent alors de manger les baies avant d'être arrivés à la caldeira et d'avoir fait l'offrande à la déesse en récitant le chant traditionnel :
« Ē Pele, eia ka ʻōhelo, ʻau.
Ē kaumaha aku wau iā ʻoe.
Ēʻai hoʻi au kekahi. »
« Ô Pélé, voici tes ʻōhelo.
Je t'en offre quelques-unes.
J'en mange aussi quelques-unes. »

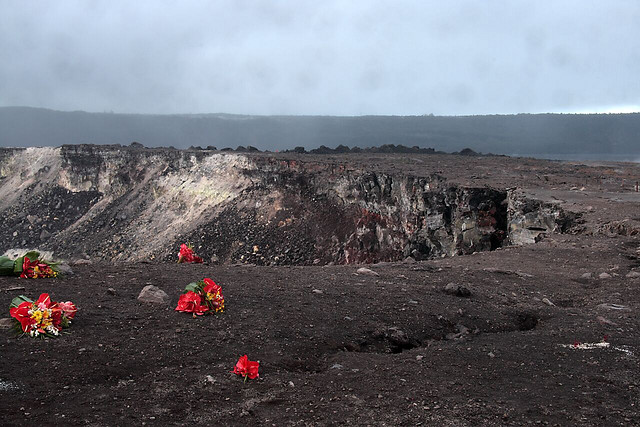
Offrandes de fleurs faites en l'honneur de Pélé sur le rebord du Halemaʻumaʻu en 2007.

L'Uwēkahuna, le rebord Nord-Ouest de la caldeira qui constitue le point culminant du volcan,, abrite alors le Heiau d'Oalalauo, lieu des cérémonies religieuses en l'honneur de la déesse. Le prêtre Kamakaʻakaʻakua y supervise les fonctions religieuses des fidèles et y joue le rôle d'oracle en révélant la parole de Pélé. En contrebas de la falaise, cinq terrasses sacrées permettent de relier le ʻŌhiʻaokalani (« ʻŌhiʻa des Cieux ») au fond de la caldeira, demeure de la déesse. La liturgie est marquée par de nombreux chants, représentations de hula et offrandes dédiés à Pélé et composés de fleurs, de fruits, de poissons, de poulets et de cochons. Parfois, un fragment du corps d'un défunt est envoyé par sa famille dans le Heiau. Le mort peut ainsi devenir un unihipili au-makua, un esprit qui va aider les fidèles à prier.

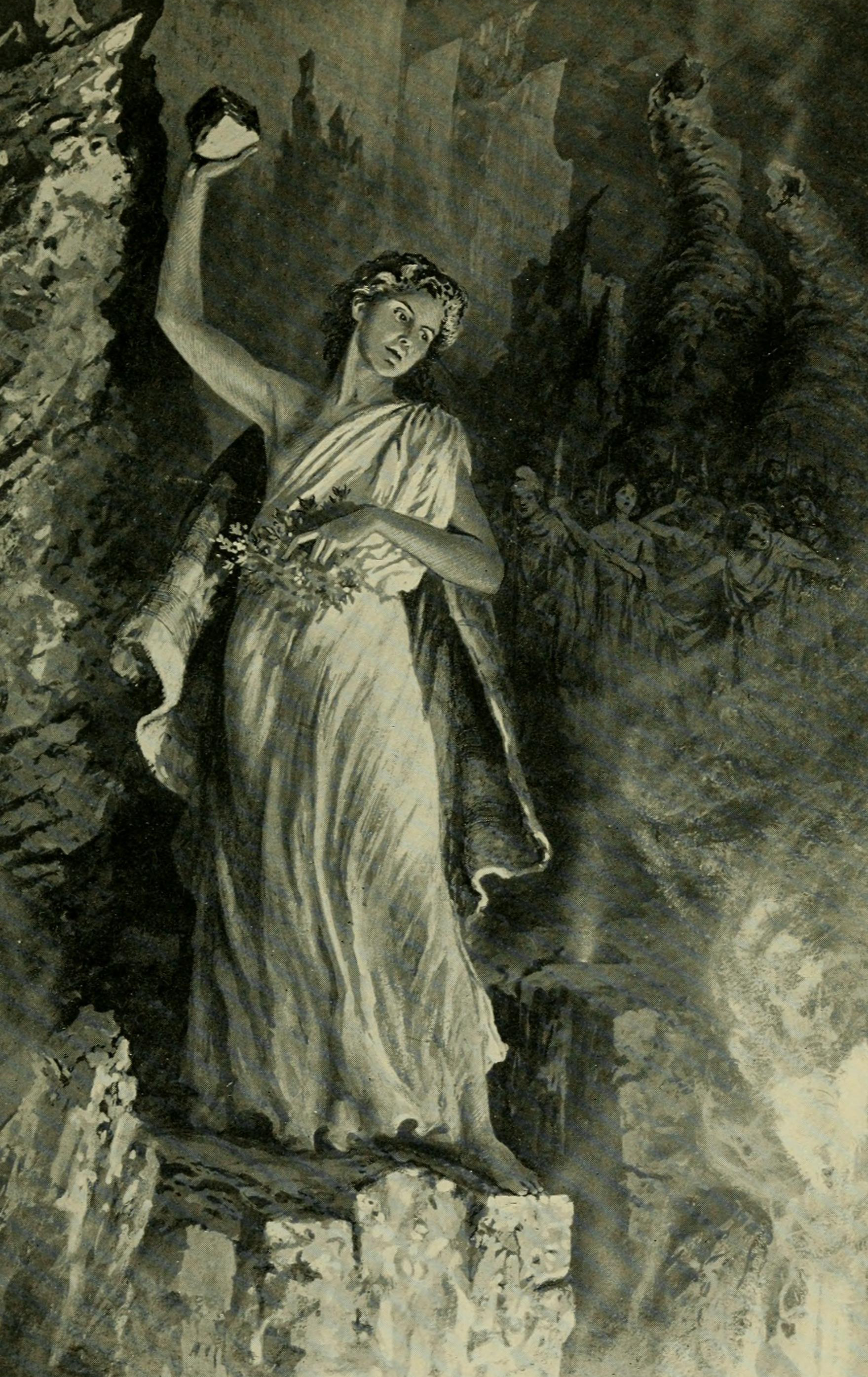
Illustration romanesque de Kapiolani défiant Pélé au fond de la caldeira.

Le culte de Pélé décline fortement dans les années 1820 sous l'impulsion de Kapiolani, une Hawaïenne influente et membre de la noblesse locale. Élevée et instruite dans la tradition et la religion hawaïenne, elle se convertit au christianisme en 1821. En 1824, elle se rend au sommet du Kīlauea et, volontairement, ne respecte pas les traditions. Elle mange ainsi des baies de ʻōhelo sans en faire offrande à la déesse et prononce la première prière chrétienne récitée par un Hawaïen en ce lieu. Elle descend ensuite à l'intérieur de la caldeira, à 150 mètres en contrebas, au bord du lac de lave qui en occupe le fond à l'époque. Après avoir blasphémé Pélé, elle aurait dû être tuée par la déesse mais elle en revient saine et sauve. Cet exploit aux yeux des Hawaïens marque le début de cinq ans d'abandon de la religion traditionnelle, les temples étant progressivement détruits et les fidèles convertis au christianisme. Alfred Tennyson, poète britannique de l'époque, s'inspire de ce passage de la vie de cette personnalité pour écrire un poème, Kapiolani. Bien qu'officiellement inactif, le culte de Pélé se perpétue encore aujourd'hui de manière ponctuelle par des offrandes, des danses et des chants en son honneur.

## Théologie
Selon les spécialistes des mythologies, Pélé est un exemple d'une divinité créée par un peuple en fonction de l'environnement dans lequel il vit. Ainsi, les Hawaïens ont remarqué qu'en allant des îles les plus au nord-ouest vers les îles les plus au sud-est de l'archipel d'Hawaï, l'érosion était de moins en moins marquée, les coulées de lave de mieux en mieux préservées, la végétation de moins en moins ancienne. Ils en ont ainsi déduit que les îles étaient de plus en plus jeunes en allant vers le sud-est.

## Postérité et culture populaire

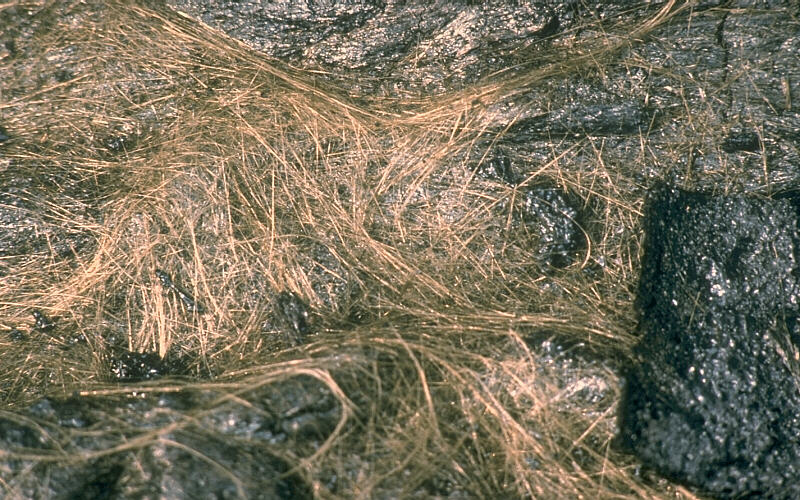
Cheveux de Pélé sur les flancs du Kīlauea.

Outre les cheveux de Pélé, les larmes de Pélé et le limu o Pele, la déesse a aussi donné son nom au Pélé, un volcan actif de la lune jovienne Io.
La thématique de Pélé a inspiré plusieurs artistes du monde de la musique tels que la chanteuse Tori Amos qui a appelé l'un de ses albums Boys for Pele, le trompettiste Brian Balmages qui a écrit le morceau Pele for Solo Horn and Wind Ensemble, le compositeur Steven Reineke qui s'est inspiré de la vie de la déesse pour écrire le morceau Goddess of Fire ou encore la chanson Hot Lava de l'album Chef Aid: The South Park Album interprétée par Perry Farrell et DVDA qui mentionne la déesse. En littérature, un super-vilain apparaissant dans le DC Comics Superboy est appelé Pélé, de même qu'un personnage du Marvel Comics Chaos War ou encore dans Wonder Woman où il est fait mention de son père Kane Milohai. Dans la série télévisée Sabrina, l'apprentie sorcière, Pélé est une sorcière qui révèle à Sabrina certains secrets familiaux dans l'épisode The good, the bad and the luau ; allusion aux fonctions de la déesse, ce personnage de la série à une propension à mettre de nombreuses choses au feu ou à les brûler. Le Pélé est une arme du jeu vidéo Borderlands dont les munitions ont la particularité d'exploser et de s'enflammer ; la description de l'arme dit : « Pélé exige un sacrifice ! » Pélé est également un dieu jouable dans le jeu vidéo Smite.